# Schleuse Große Tränke
Die ehemalige Schleuse Große Tränke bildete die Schleusengruppe der Kanalstufe Große Tränke, einem Wohnplatz von Fürstenwalde/Spree in der Bundeswasserstraße Spree-Oder-Wasserstraße im deutschen Bundesland Brandenburg. Die Schleuse lag zuletzt in der Zuständigkeit des Wasserstraßen- und Schifffahrtsamtes Berlin. Zur Kanalstufe gehört ein Stauwehr in der Müggelspree, das 1890 in Betrieb genommen und 1997 durch einen Neubau ersetzt wurde. Über das ehemalige Unterhaupt der Schleuse wurde 1999 parallel zur alten Schleusenbrücke eine neue Straßenbrücke gebaut, ausgeführt als Fachwerkbrücke über der Fahrbahn. Nach 2003 wurde die alte Brücke abgebrochen.

## Lage
Ab Fürstenwalde fließt die Spree (hier Fürstenwalder Spree) nach Westen und wendet sich nach etwa 3,8 km nach Norden. Dort schließt geradeausgehend der westliche Teil des OSK mit der ehemaligen Schleuse Große Tränke an. Das zur ehemaligen Schleuse gehörende Wehr (♁52° 22′ 6,9″ N, 13° 59′ 49,1″ O) befindet sich etwa 150 m nördlich davon, und ab dort beginnt die Spree als Müggelspree.

## Geschichte
Die Nordschleuse ging 1891, die Südschleuse 1912 in Betrieb. Die Nordschleuse wurde 1912 bis 1914 verlängert.
Die alte Nordschleuse wies eine nutzbare Kammerlänge von 59,40 m bei einer Breite von 8,60 m in den Häuptern sowie 9,60 m in den Kammern auf. Die Wassertiefe betrug 2,50 m über dem Drempel. Daneben wurde eine Fischtreppe errichtet.

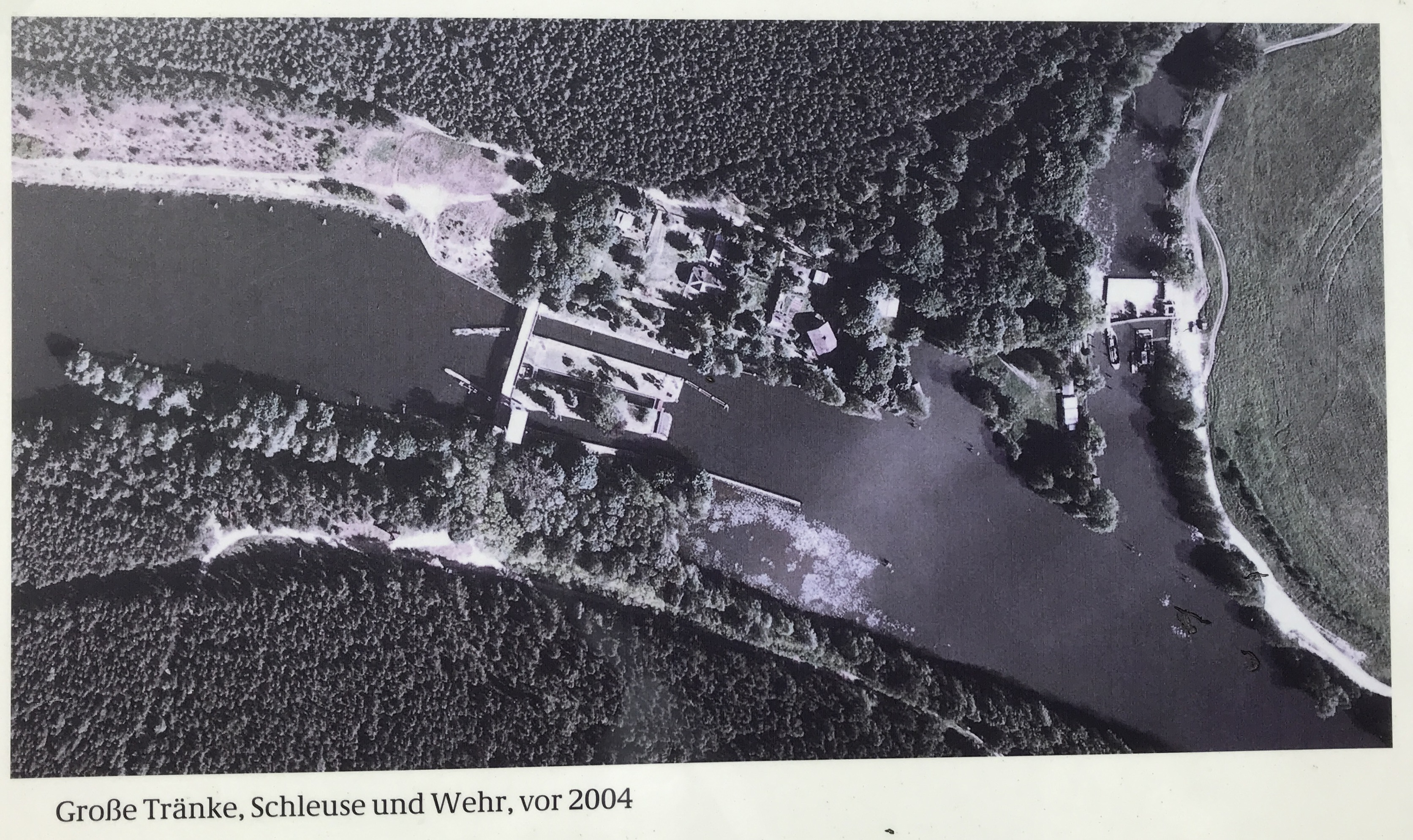
Schleuse (noch nicht abgebrochen)
und Wehr
(noch nicht erneuert)

Schon vier Jahre nach der Eröffnung des Oder-Spree-Kanals erwies sich, dass dieser verbreitert werden musste. Die Zunahme des Verkehrs hatte alle Erwartungen übertroffen. Außer der Kanalverbreiterung mussten die Schleusen verlängert und doppelt ausgeführt werden. Die zweite Schleuse Große Tränke wurde 1910 bis 1912 gebaut und die alte erste 1912 bis 1914 verlängert. Die Verlängerung auf 67,50 m war anstatt eines Neubaus durch den Ersatz der Stemmtore durch ein Hubtor im Unterhaupt ermöglicht worden.
Das alte und enge Bauwerk stellte für die Berufsschifffahrt ein Schifffahrtshindernis dar. Sie wurde in früherer Zeit nur bei sehr hohen Hochwasserständen der Spree genutzt, da es dann notwendig war, die Wasserhaltung talwärts (in Richtung Westen) bis zur Schleuse Wernsdorf vor Überflutung zu schützen. Weiterhin wurde durch die Staustufe die Fließgeschwindigkeit im spreegeprägten Kanalabschnitt vorteilhaft für die damalige Schleppschifffahrt verringert. Durch den Einbau einer Freiarche (Auslass) in Wernsdorf und den Bau des Dahme-Umflutkanals, der seit 1911 Hochwasser der oberen Spree in die Dahme umleitet, hatte sie ihren Zweck verloren. Die Schleusentore standen daher über weite Zeiträume im Jahr offen. Seit 1950 war die Schleuse außer Betrieb und 2004 wurde sie abgerissen.

## Wehr Große Tränke
Das Wehr Große Tränke wurde zur Wasserhaltung im  knapp 24 Kilometer langen westlichen Abschnitt des Spree-Oder-Kanals zusammen mit diesem 1890 erstellt. Bis zum Ende der 1990er Jahre versah es seinen Dienst, musste dann aber durch eine neue Anlage ersetzt werden. Am 18. Dezember 1997 wurde das neue Wehr in Betrieb genommen und 2007 um eine Fischtreppe östlich der Wehranlage erweitert. Über diese (52° 22′ 6,1″ N, 13° 59′ 51,2″ O) führt eine ebenfalls 2007 erbaute Brücke.

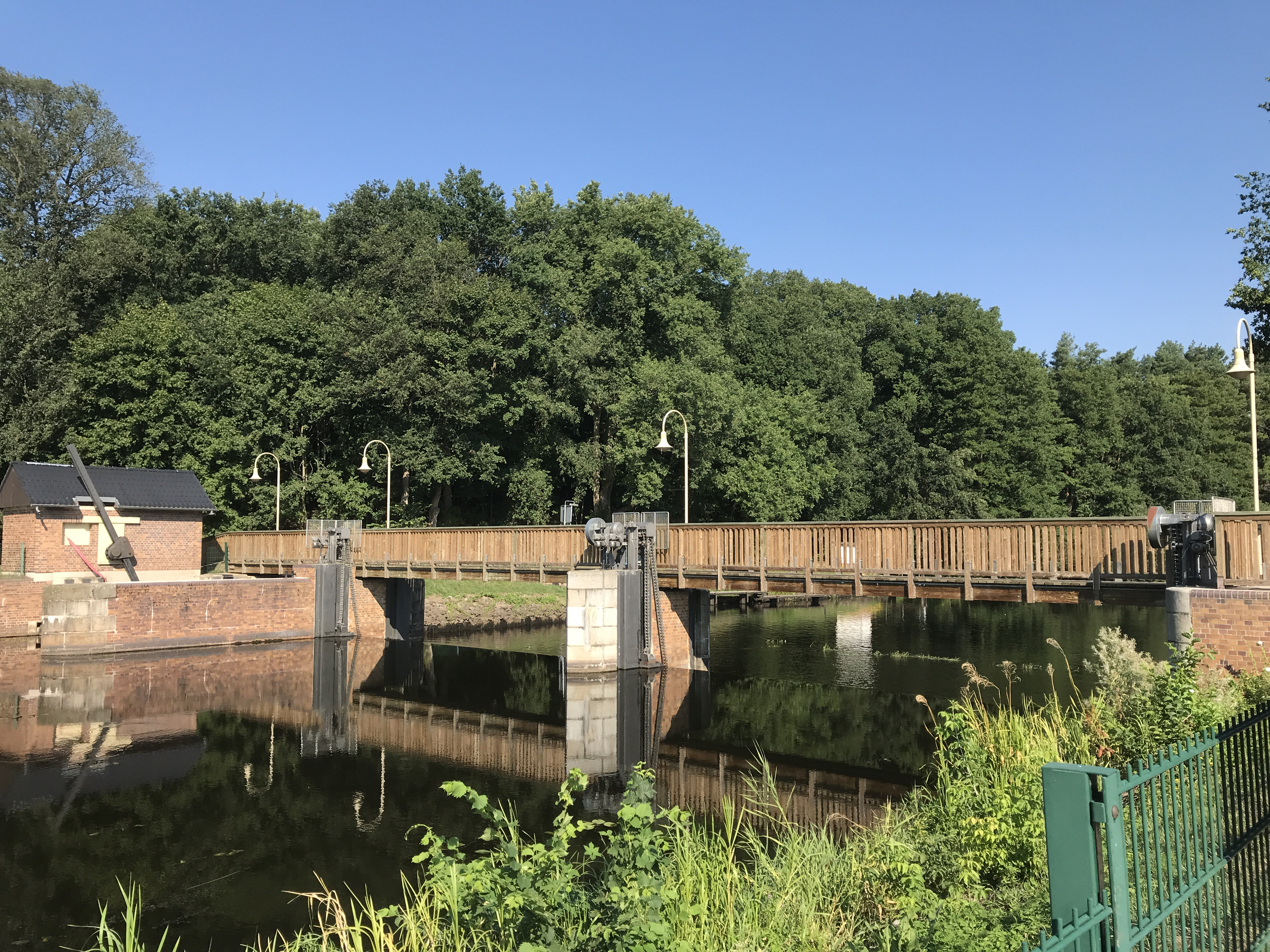
erneuertes Wehr, 2018

## Aufbau
Der Neubau besteht aus drei Wehrfeldern. Im westlichen Feld reguliert eine Fischbauchklappe den Oberwasserspiegel. In den beiden anderen Feldern werden Sperrschieber verwendet. Unterhalb des Wehrs befindet sich ein Sturzbett an, das aus Granitsteinen die in Beton eingegossen wurden besteht und mit Spundwänden aus Stahl eingefasst ist. Damit wird das überströmende Wasser gebrochen. Eine Bootsschleppe ermöglicht Sportbooten den Durchgang von der Fürstenwalder Spree zur Müggelspree.